# Гасанбеков, Батыр Тайгипович
Батыр Тайгипович Гасанбеков (12 января 2002, с. Усемикент, Каякентский район, Дагестан, Россия) —  российский спортсмен, специализируется по ушу. Чемпион России по ушу.

## Спортивная карьера
Является воспитанником усемикентской ДЮСШ, занимался под руководством тренера-преподавателя Эльберта Казанатова. В октябре 2020 года во Владимире стал победителем Первенства России. В марте 2021 года в Москве стал чемпионом России по ушу. В марте 2023 года в Москве завоевал бронзовую медаль чемпионата России.

## Спортивные достижения
- Чемпионат России по ушу 2021 — ;
- Чемпионат России по ушу 2023 — ;